# ONE: Heavy Hitters
ONE: Heavy Hitters fue un evento de deportes de combate producido por ONE Championship llevado a cabo el 14 de enero de 2022, en el Singapore Indoor Stadium en Kallang, Singapur.

## Historia
El evento fue encabeazado por una pelea por el Campeonato de Peso Paja Femenino de ONE entre la actual campeona Xiong Jingnan y la retadora Ayaka Miura.
Una pelea por el título de kickboxing de peso semipesado de ONE entre el actual campeón Roman Kryklia y Murat Aygün estaba programada para ser la coestelar del evento. El par estaba programado para enfrentarse en ONE Championship: Big Bang el año pasado. Sin embargo, Aygün se retiró de la pelea pelea el 12 de enero por haber dado postivo por COVID-19, y la pelea fue trasladada a ONE: Full Circle.

## Resultados
1. ↑  Por el Campeonato Mundial de Peso Paja Femenino de ONE.
2. ↑  Saemapetch no dio el peso (146.4 lbs).

## Bonificaciones
Los siguientes peleadores recibieron bonos de $50.000.
- Actuación de la Noche: Senzo Ikeda, Ekaterina Vandaryeva y Saygid Izagakhmaev